# Villahermosa, Tapachula
Villahermosa är en ort i Mexiko.   Den ligger i kommunen Tapachula och delstaten Chiapas, i den sydöstra delen av landet, 900 km sydost om huvudstaden Mexico City. Villahermosa ligger 776 meter över havet och antalet invånare är 236.
Terrängen runt Villahermosa är kuperad åt sydväst, men åt nordost är den bergig. Runt Villahermosa är det ganska tätbefolkat, med 179 invånare per kvadratkilometer. Närmaste större samhälle är Cacahoatán, 19,7 km sydost om Villahermosa. I omgivningarna runt Villahermosa växer i huvudsak städsegrön lövskog.